# 11134 Чеські Будейовиці
11134 Чеські Будейовиці (11134 České Budějovice) — астероїд головного поясу, відкритий 4 грудня 1996 року.
Тіссеранів параметр щодо Юпітера — 3,281.